# Krš (Perušić)
Krš falu Horvátországban Lika-Zengg megyében. Közigazgatásilag Perušićhoz tartozik.

## Fekvése
Otocsántól légvonalban 17 km-re közúton 25 km-re délre, községközpontjától légvonalban 10 km-re közúton 13 km-re északnyugatra a Donji Kosinjból Studencire menő út mentén fekszik.

## Története
Miután 150 évi török uralom után 1689-ben a terület felszabadult a török uralom alól a szabaddá vált területre pravoszláv vlachok települtek, akik határőrszolgálatot láttak el. Az otocsáni ezred gornji kosinji századához, egyházilag a studenci parókiához tartoztak. A falunak 1857-ben 562, 1910-ben 673 lakosa volt. A trianoni békeszerződés előtt Lika-Korbava vármegye Perušići járásához tartozott. Ezt követően előbb a Szerb-Horvát-Szlovén Királyság, majd Jugoszlávia része lett. A második világháború idején lakói közül sokan vettek részt a partizánmozgalomban. 1941. augusztus 2-án az usztasák 38 krši polgári személyt dobtak gornji kosinji 40 méter mély Sveta Ana barlangba, majd 10-én újabb 11 krši polgári személyt dobtak a gornji kosinji iskola mögötti fekáliával és szeméttel telt „Kod općine” nevű üregbe. 1991-ben lakosságának száz százaléka szerb nemzetiségű volt. 1991-ben a független Horvátország része lett. 2011-ben 31 lakosa volt.

## Lakosság
| Lakosság változása | Lakosság változása | Lakosság változása | Lakosság változása | Lakosság változása | Lakosság változása | Lakosság változása | Lakosság változása | Lakosság változása | Lakosság változása | Lakosság változása | Lakosság változása | Lakosság változása | Lakosság változása | Lakosság változása | Lakosság változása |
| ------------------ | ------------------ | ------------------ | ------------------ | ------------------ | ------------------ | ------------------ | ------------------ | ------------------ | ------------------ | ------------------ | ------------------ | ------------------ | ------------------ | ------------------ | ------------------ |
| 1857               | 1869               | 1880               | 1890               | 1900               | 1910               | 1921               | 1931               | 1948               | 1953               | 1961               | 1971               | 1981               | 1991               | 2001               | 2011               |
| 562                | 0                  | 0                  | 734                | 751                | 673                | 733                | 661                | 268                | 276                | 240                | 195                | 142                | 90                 | 46                 | 31                 |

(1869-ben és 1880-ban lakosságát Donji Kosinjhoz számították.)